# ۲۱۲ (میلادی)
۲۱۲ (میلادی) دویست  و دوازدهمین سال تقویم میلادی است.

## درگذشتگان
‎